# Mount Steinfeld
Mount Steinfeld är ett berg i Antarktis. Det ligger i Västantarktis. Inget land gör anspråk på området. Toppen på Mount Steinfeld är 685 meter över havet, eller 87 meter över den omgivande terrängen. Bredden vid basen är 2,0 km.
Terrängen runt Mount Steinfeld är lite kuperad. Trakten är obefolkad. Det finns inga samhällen i närheten.